# Abația Tihany
Abația Tihany (în maghiară Tihanyi apátság, pronunțat: [ˈtihɒɲi ˈɒpaːtːʃaːg]) este o mănăstire benedictină din Ungaria, fondată în anul 1055 de regele Andrei I al Ungariei. Patronii ei spirituali sunt Sfânta Fecioară Maria și Sfântul Aignan de Orléans. Ea se află pe peninsula Tihany de pe malul nordic al lacului Balaton, la 8 km sud-vest de orașul Balatonfüred.
Abația funcționează ca un priorat autonom în cadrul Congregației Benedictine Maghiare.

## Istoric

### Fondare
Abația benedictină de la Tihany a fost fondată în anul 1055 de către regele Andrei I al Ungariei (1046–1060), ca o necropolă regală pentru el și familia sa. Ea a fost dedicată Sfintei Fecioare Maria și Sfântului episcop Aignan de Orléans. Regele Andrei a fost înmormântat în biserica mănăstirii în 1060. Mormântul său din cripta bisericii este singurul mormânt al unui rege medieval al Ungariei care a fost păstrat până în prezent.

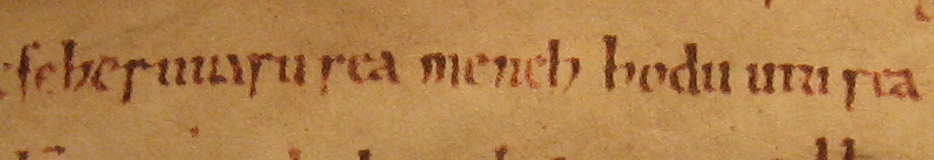
Cea mai lungă propoziție în limba maghiară din scrisoarea de ctitorire a abației din Tihany.

Abația Tihany are un rol important în istoria limbii maghiare pentru că diploma sa de ctitorire este cel mai vechi document redactat în limba maghiară. Documentul a fost scris în principal în limba latină, dar textul său conține trei propoziții, 58 de cuvinte și 33 de sufixe maghiare. Printre propozițiile în limba latină se află și textul: „feheruuaru rea meneh hodu utu rea” care corespunde textului „Fehérvárra menő hadi útra” din maghiara modernă, adică „pe drumul militar ce duce la Fehérvár”. Această diplomă este păstrată în prezent la Abația Pannonhalma.
Abația avea o formă pătrată și era închisă pe toate laturile, formând o fortăreață. Astăzi, aproape toate clădirile medievale au dispărut fără urmă, dar au supraviețuit aproape intacte câteva zeci de sculpturi în piatră și cripta regală.

### Abația în Evul Mediu

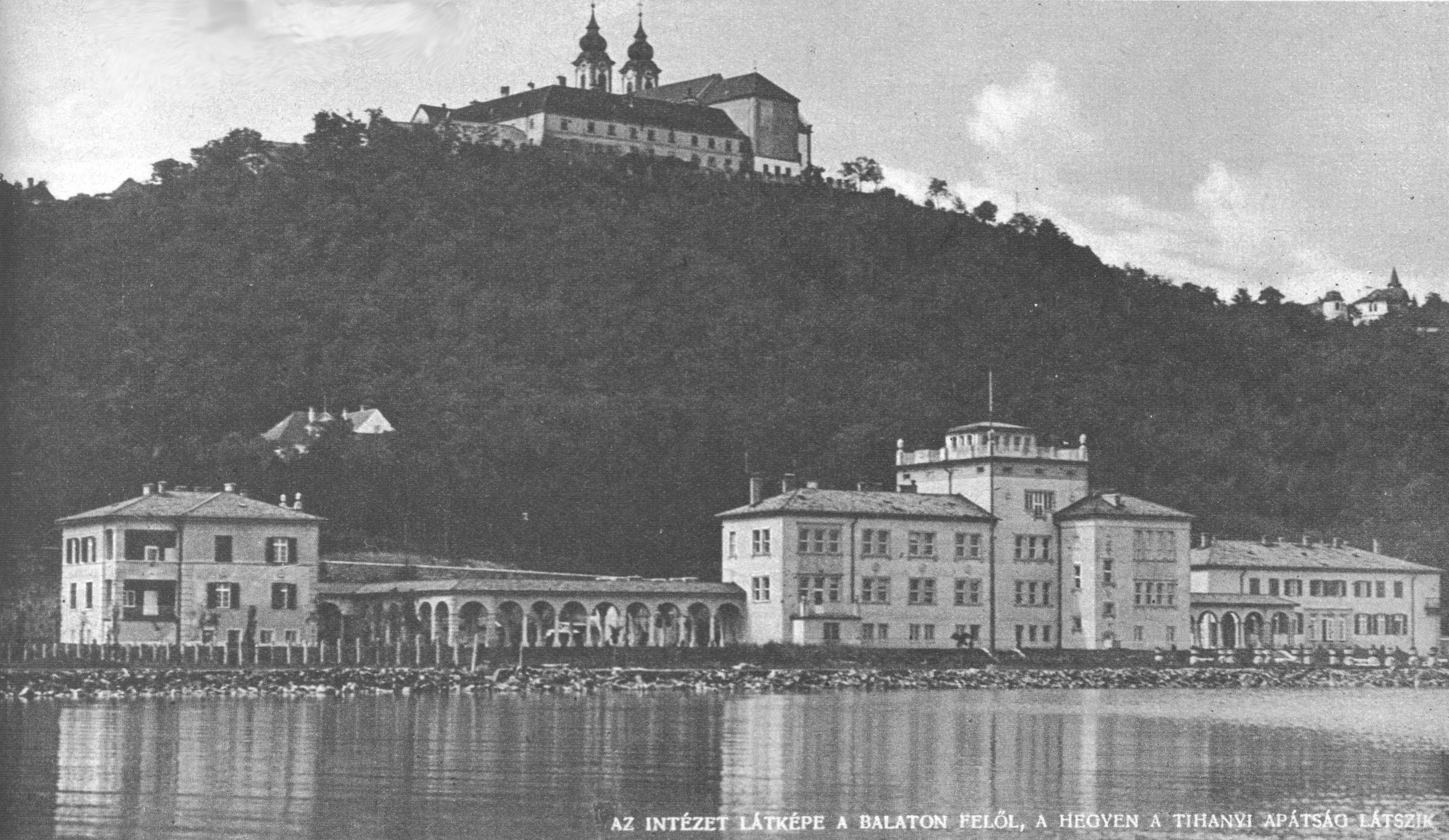
Abația Tihany situată pe deal, deasupra clădirilor Institutului de Cercetări Biologice (1927)

Marea invazie mongolă (1241-1242) nu a dus la distrugerea clădirii abației și nici a posesiunilor sale. Ulterior, mănăstirea a fost fortificată, deși se poate să fi existat și anterior un zid de apărare în jurul mănăstirii. Abația a trecut prin schimbări radicale în perioada luptelor turco-maghiare. Viața monahală a încetat să existe în 1534, mănăstirea fortificată de la Balaton devenind un element important în sistemul fortificațiilor de apărare. În cursul unei jumătăți de secol amintirea vieții monahale a dispărut aproape cu totul de la Tihany. Armata a redat biserica în 1674 scopului său inițial. Cu toate acestea, clădirile abației au fost distruse în 1683 de un incendiu neașteptat și devastator. După sfârșitul invaziei turcești (în 1699) nu au mai fost necesare fortificații, iar zidurile de protecție au fost distruse în 1702.
Reconstrucția abației a fost începută în 1719 după planurile arhitectului carmelitan Márton Wittwer. La început au fost doar doua camere locuibile în întreg complexul mănăstiresc, iar cripta era utilizată ca loc de celebrare a serviciile religioase. Clădirile medievale au fost demolate, iar o biserică mare în stil baroc a fost construită în decurs de mai mult de trei decenii, fiind finalizată în 1754. Edificiul are 46 de metri lungime și 16 metri lățime, iar fațada principală conține două turnuri înalte de 35 de metri. Sfințirea bisericii a avut loc abia în 1763, fiind întârziată de izbucnirea unui incendiu. Amvonul, altarul, spațiul unde se afla orga și băncile au fost sculptate în stil baroc.
În 1786 împăratul Iosif al II-lea a desființat Ordinul benedictin. Călugării au trebuit să părăsească mănăstirea, rămânând doar unul singur care să îndeplinească îndatoriri parohiale. Membrilor ordinului li s-a permis în 1802 să se întoarcă la Tihany, precum și la Pannonhalma. În 1889 au început să se execute lucrări importante de renovare a bisericii și de decorare a pereților cu picturi murale. Lucrarea de pictare a bisericii a fost încredințată la trei pictori renumiți: Lajos Deák-Ébner, Károly Lotz și Bertalan Székely. Tavanul bisericii este decorat cu fresce realizate de Károly Lotz, cu reprezentări alegorice ale credinței, speranței și iubirii.
În anul 1921, după o încercare nereușită de a restabili monarhia, ultimul împărat austro-ungar Carol I (fost rege al Ungariei sub numele de Carol al IV-lea) a fost internat pentru o scurtă perioadă în clădirile abației.

### Dizolvare și reorganizare
În anii 1950 ordinele religioase au fost desființate de stat, iar călugării benedictini au trebuit să părăsească din nou mănăstirea. Biserica abației a devenit biserică parohială, în timp ce în clădirile sale a fost instalat un azil de săraci, iar mai târziu un muzeu.
Benedictinii au revenit la Tihany în 1990, dar complexul mănăstiresc a fost retrocedat de către stat abia în 1994. În perioada 1992-1996 a fost realizată o restaurare interioară a frescelor și altarelor. În 1996 au fost începute lucrările de renovare completă a complexului abațial.

### Abația în prezent
Abația Tihany funcționează de la 31 mai 2012 ca un priorat autonom (prioratus conventualis) în cadrul Congregației Benedictine Maghiare.  Călugării care viețuiesc în mănăstire oferă asistență religioasă pentru locuitorii din Tihany și din mai multe așezări din apropiere, primesc turiști și oaspeți și organizează programe culturale.
Începând de la 1 septembrie 2012 Abația Tihany administrează o școală primară și o școală de muzică.
Abația se află pe teritoriul Arhidiecezei Romano-Catolice de Veszprém, dar nu se află sub jurisdicția arhiepiscopului diecezan. Astăzi mănăstirea este un obiectiv turistic pentru vilegiaturiștii de pe malurile lacului Balaton. În interiorul clădirilor se află o galerie de artă care găzduiește diferite expoziții în timpul lunilor de vară.

## Complexul mănăstiresc
Mănăstirea în stil baroc are chilii simple și austere, potrivit normelor de viață monahală. La parterul aripii de sud se află refectoriul (sala de mese), iar la etajul superior o bibliotecă. Refectoriul are tavanul din stuc decorat cu picturi murale ce-i reprezintă pe sfinții benedictini și pe conducătorii maghiari din Casa de Árpád. Mobila originală a bibliotecii din secolul al XVIII-lea a fost vândută după dizolvarea mănăstirii în 1786, în timp ce cărțile au dispărut după desființarea ordinului benedictin din Ungaria în 1950.
Biserica are trei clopote: un clopot mare de 1670 kg (cel mai mare din districtul Balatonfüred) în turnul de nord-vest și două mijlocii (de 431 kg și 227 kg) în turnul de sud-est.

## Mențiuni literare
Abația Tihany este menționată de Mór Jókai în romanul său Omul de aur (1872), a cărui acțiune se petrece în prima jumătate a secolului al XIX-lea. Personajul principal Mihály Tímár cumpărase de la un grof un mic conac pe malul nordic al lacului Balaton, în apropiere de Balatonfüred. Acolo a locuit într-o perioadă cât a fost cuprins de melancolie și se gândea să se sinucidă și tot acolo a primit vizita neașteptată a ticălosului Tódor Krisztyán, care l-a amenințat că-l va da pe mâna autorităților, dar a murit înecat în timp ce traversa pe gheață Balatonul către Abația Tihany. Cu privire la această abație, Jókai scrie următoarele:
| “ | Chiar și clădirile locuite încă se grăbesc parcă să intre în împărăția trecutului. Până și malul deluros de la Tihany a început să se năruie în partea dinspre răsărit; bătrânii își amintesc că schitul putea fi ocolit cu căruțele; mai târziu pe lângă zidul acestuia a rămas doar o cărare; azi schitul se află chiar pe marginea prăpastiei, iar grohotișul curge mereu de sub această masivă ctitorie a regelui Andrei. | ” |

## Imagini

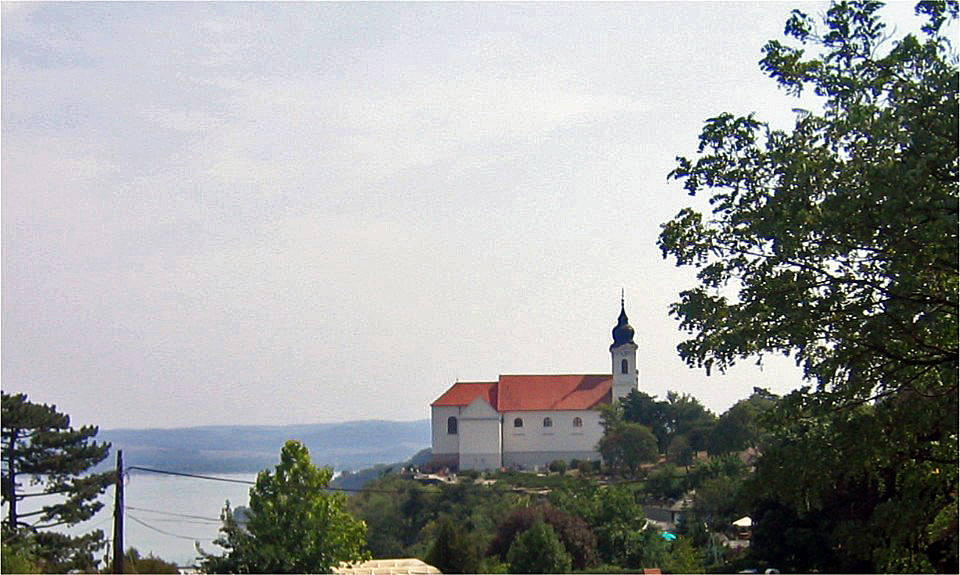
Abația Tihany
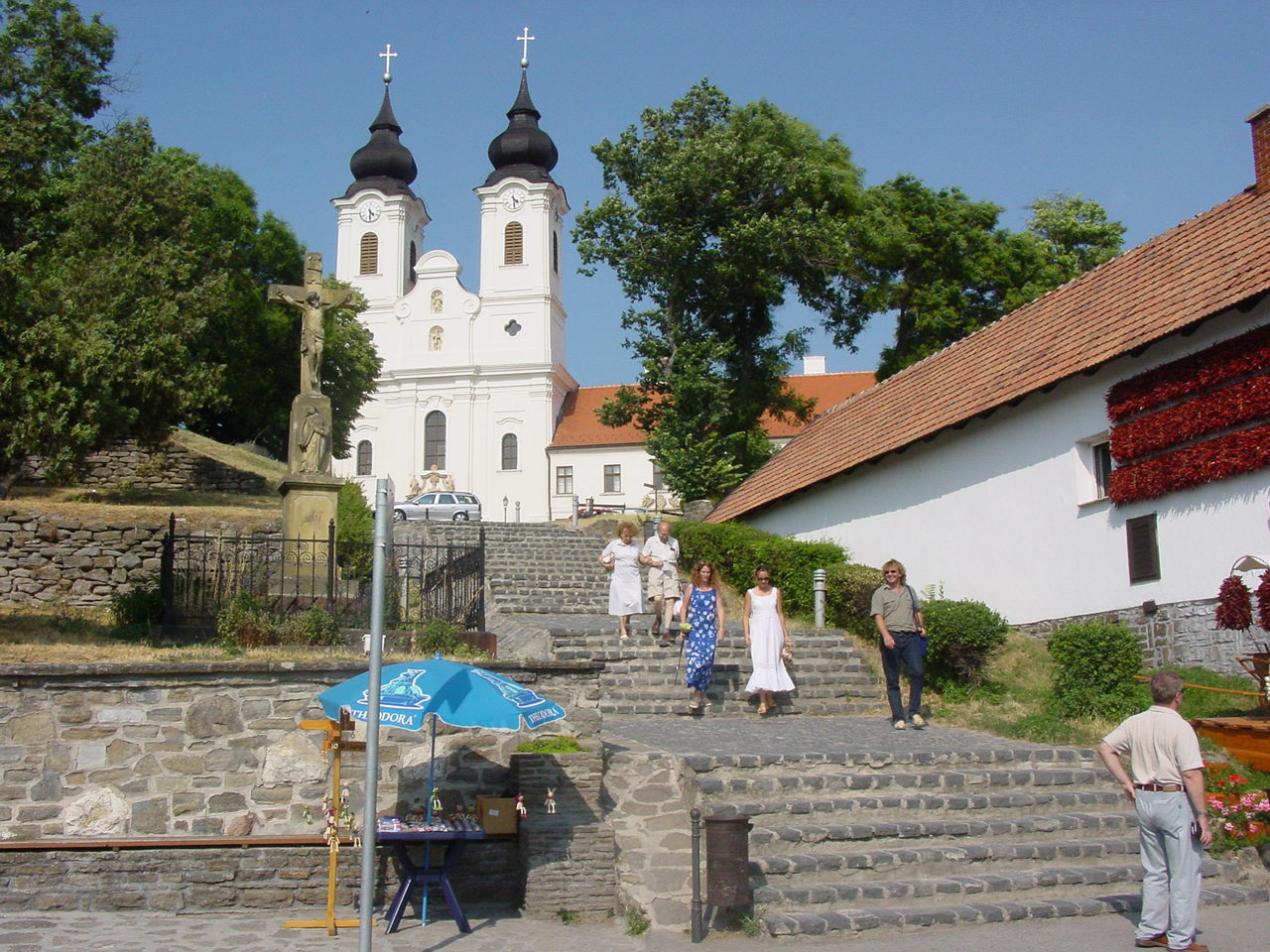
Abația Tihany
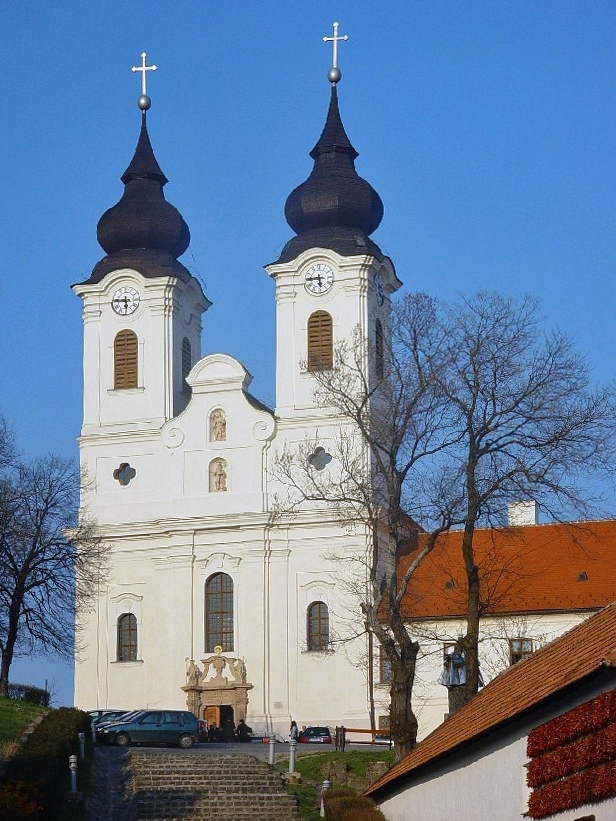
Biserica abației Tihany
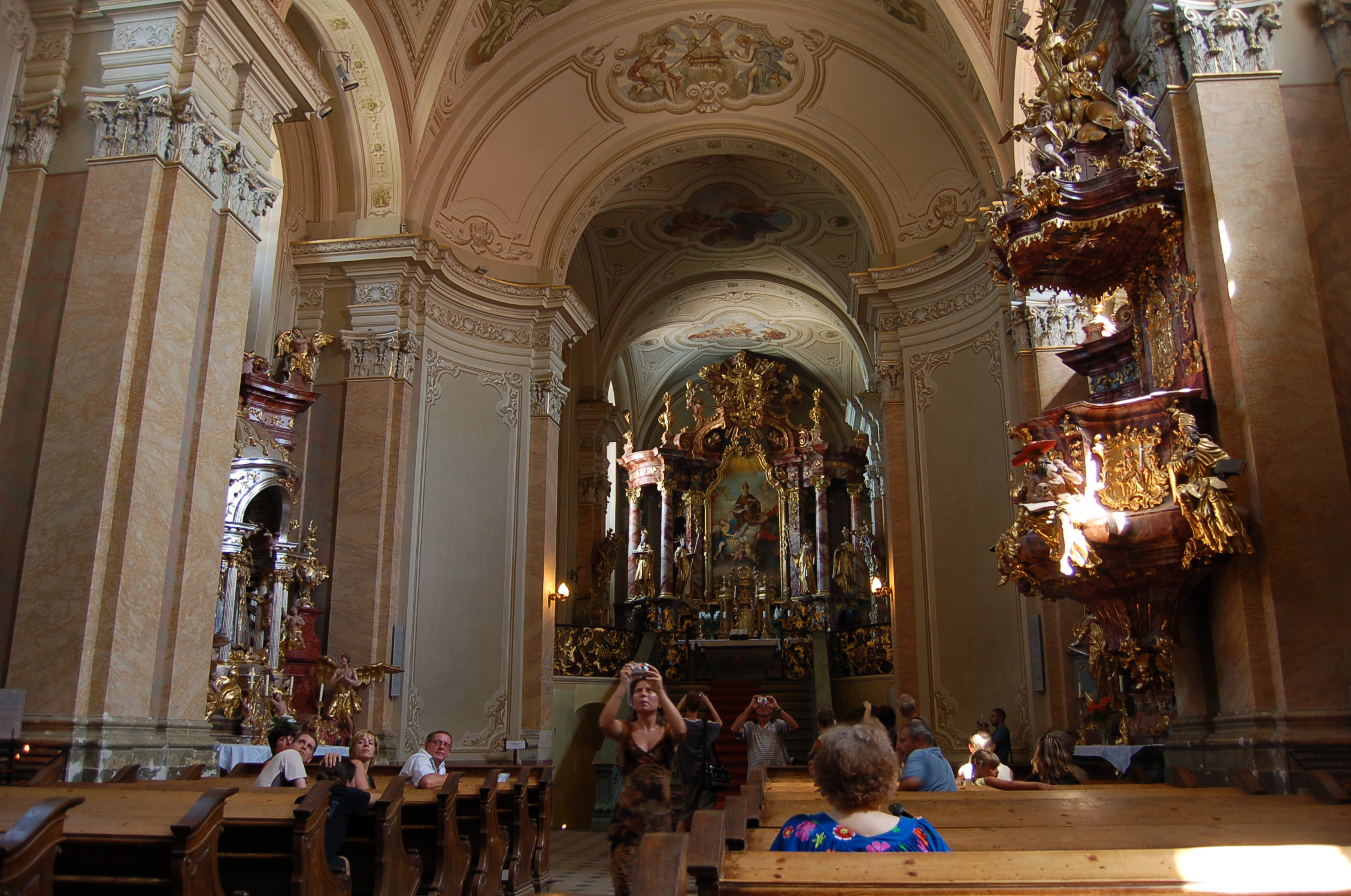
Interiorul bisericii abațiale
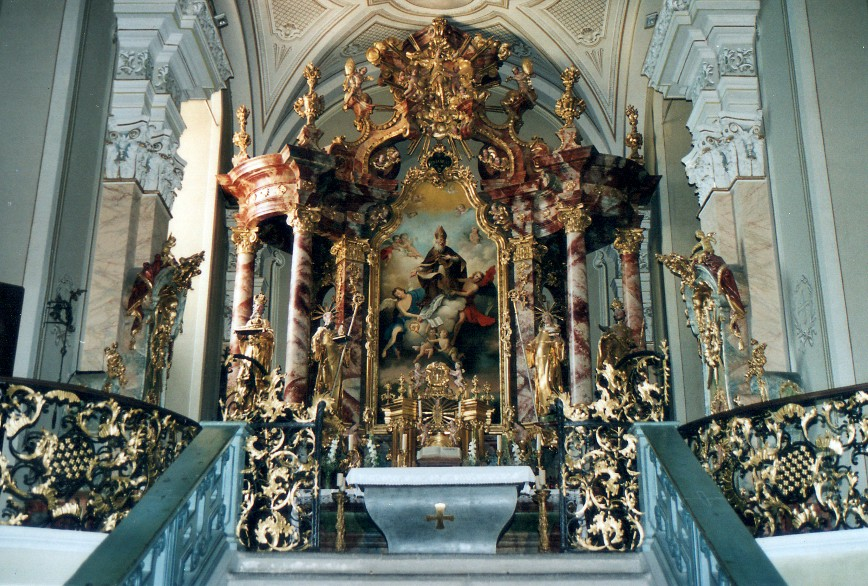
Altarul bisericii abațiale (dedicat Sfântului Aignan de Orléans)
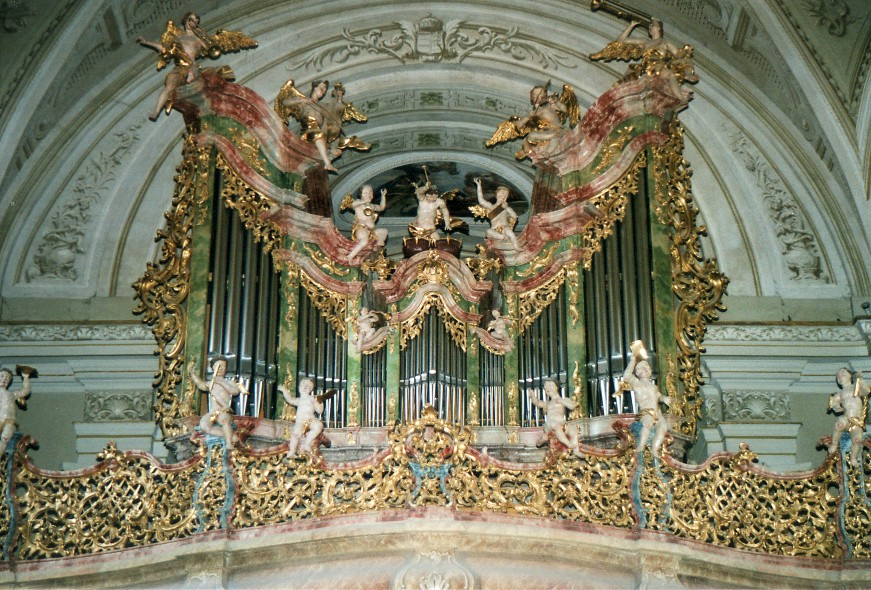
Orga din biserica abațială
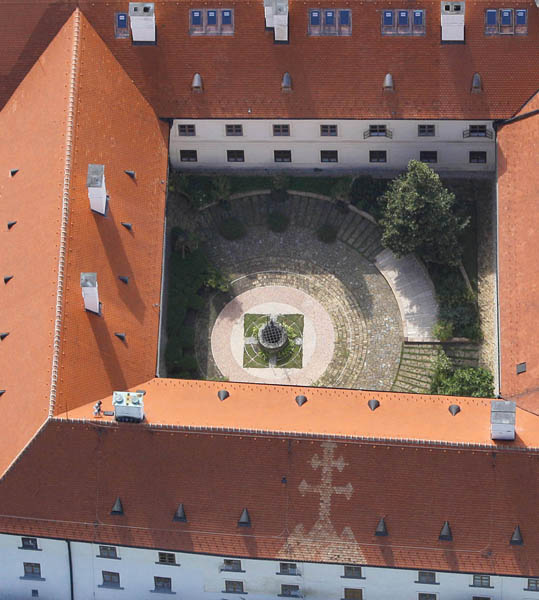
Curtea abației
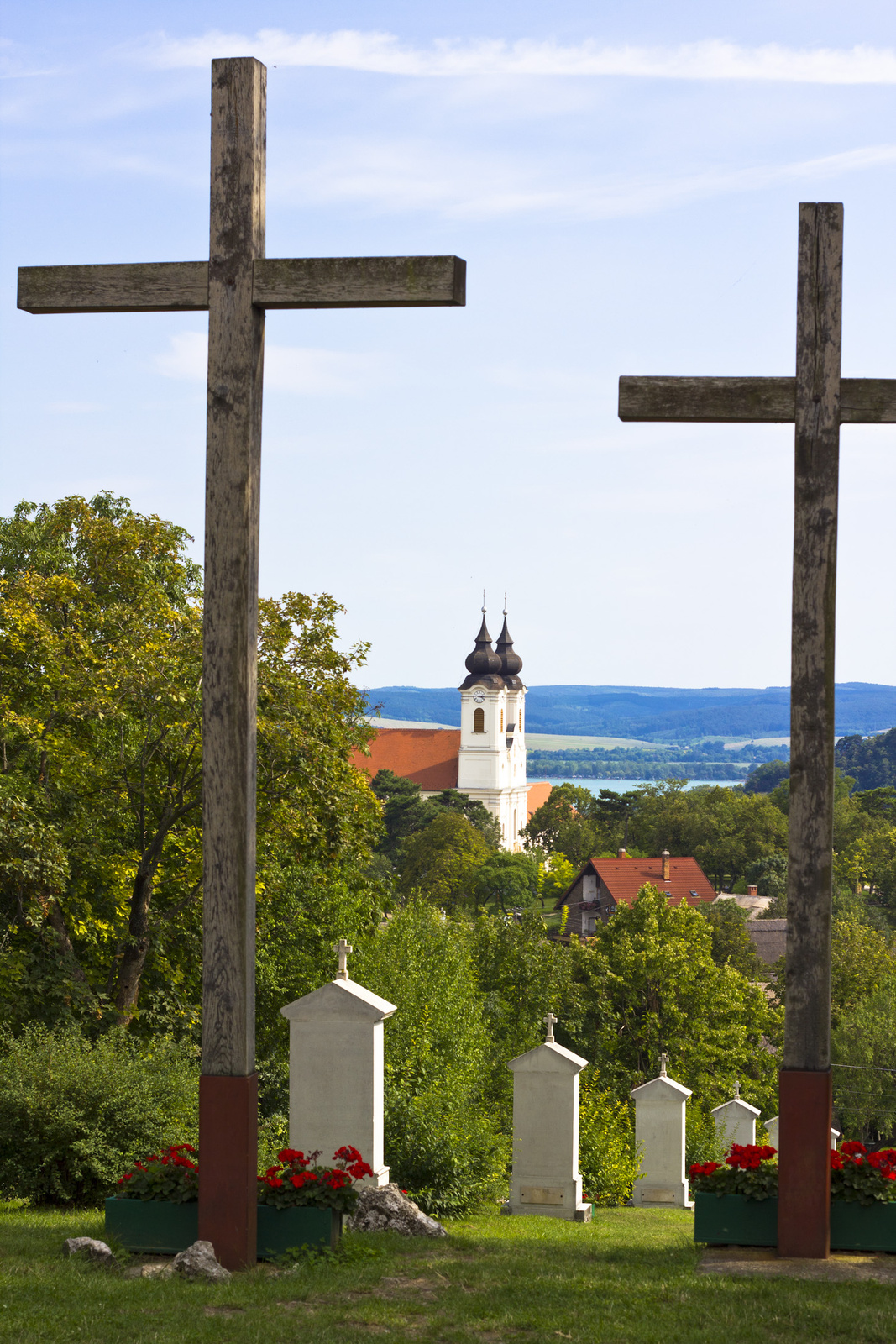
Biserica abației văzută de pe Calvarium